# Vụ va chạm tàu Senkaku năm 2010

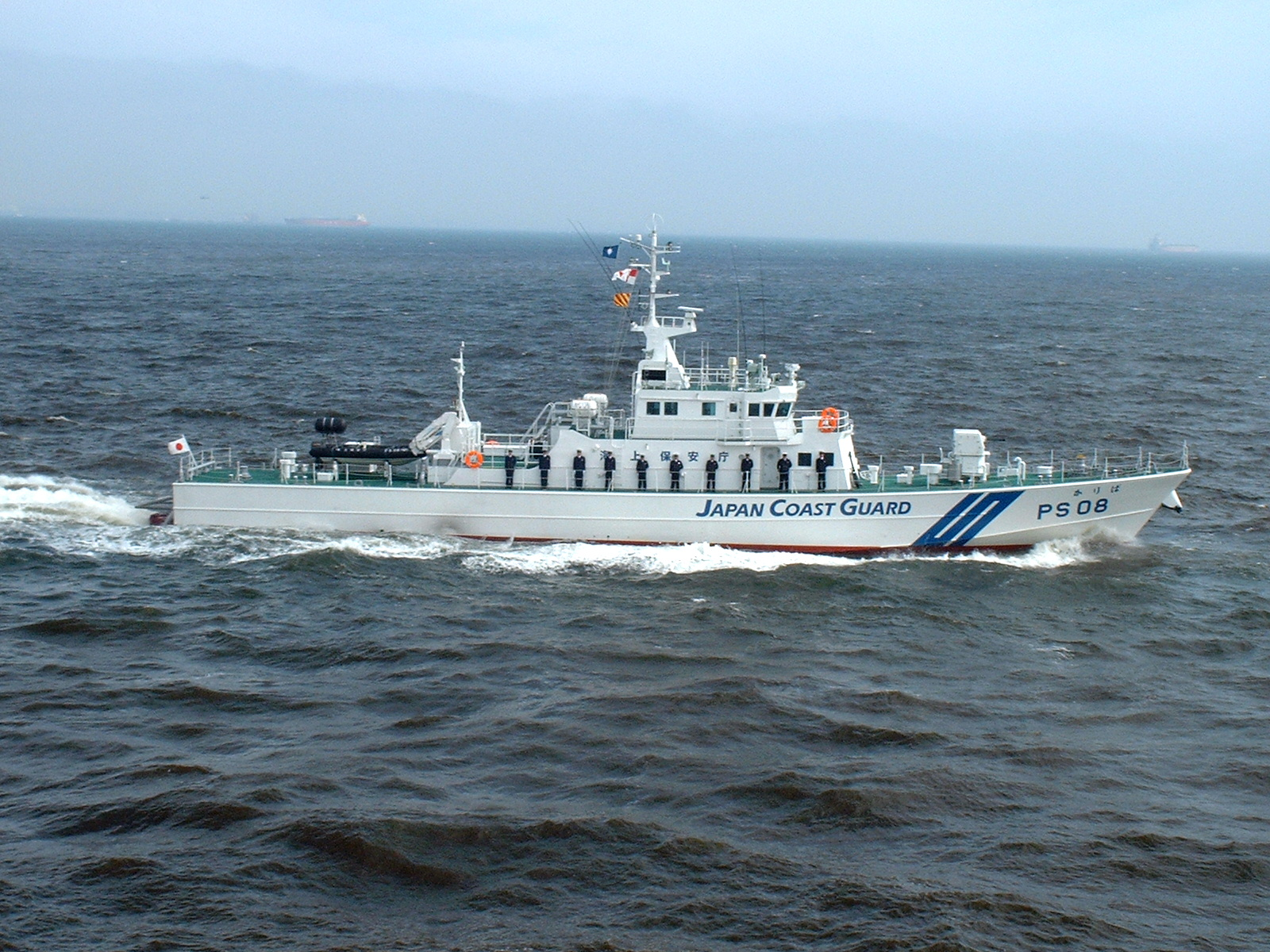
Tàu tuần tra lớp Bizan Kariba của Lực lượng Bảo vệ bờ biển Nhật Bản có cùng chủng loại với tàu Mizuki đã va chạm Mân Tấn Ngư 5179

Vụ va chạm tàu Senkaku năm 2010 (hoặc sự cố Mân Tấn Ngư 5179) xảy ra vào sáng ngày 7 tháng 9 năm 2010 khi một tàu cá Trung Quốc mang số hiệu Mân Tấn 5179 hoạt động trên vùng biển tranh chấp đã va chạm với các tàu tuần tra thuộc Lực lượng Bảo vệ Bờ biển Nhật Bản gần quần đảo Senkaku. Một số tàu thuộc Lực lượng Bảo vệ Bờ biển Nhật Bản (JCG) liên quan gồm Yonakuni, Mizuki cùng Hateruma và các tàu JCG khác đã va chạm với Mân Tấn Ngư 5179.
Vụ va chạm và việc Nhật Bản giam giữ thuyền trưởng người Trung Quốc Chiêm Kỳ Hùng (Trung: 詹其雄) dẫn đến một tranh chấp ngoại giao lớn giữa Trung Quốc và Nhật Bản. Khi những yêu cầu lặp lại của Trung Quốc về việc phóng thích thuyền trưởng bị từ chối và việc giam giữ thuyền trưởng kéo dài thêm mười ngày, chính phủ Trung Quốc đã huỷ bỏ các cuộc họp chính thức cấp bộ và cấp cao hơn. Mặc dù bị chính phủ Trung Quốc phủ nhận, các báo cáo cho biết Trung Quốc đã ngừng xuất khẩu khoáng vật đất hiếm sang Nhật Bản.
Các thành viên trên tàu cá Trung Quốc bị giam giữ được phóng thích và được phép trở về nhà. Sự kiện tổng thể được coi là một chiến thắng ngoại giao tại Trung Quốc, trong khi cách xử lý vụ việc "yếu mềm" của chính phủ Nhật Bản đã bị chỉ trích tại Nhật Bản.

## Bối cảnh
Quần đảo Senkaku là đối tượng tranh chấp giữa Nhật Bản, Trung Hoa Dân Quốc và Cộng hòa Nhân dân Trung Hoa. Năm 2008, một chiếc thuyền đánh cá từ Đài Loan đã bị các tàu tuần tra của JCG đánh chìm, dẫn đến một lời xin lỗi chính thức và Nhật Bản bồi thường 10 triệu Đài tệ. Nhiều sự kiện liên quan đến tàu JCG và tàu đánh cá của các tỉnh lân cận của Trung Quốc và Đài Loan đã xảy ra từ năm 1972.